# Carmen Klomp
Carmen Joanne Klomp, nach Heirat Klomp-Wearne, (* 14. Mai 1975 in Adelaide) ist eine ehemalige australische Ruderin. 1994 war sie Weltmeisterschaftsdritte im Zweier ohne Steuerfrau, 1996 war sie Olympiafünfte im Achter.

## Sportliche Karriere
Anna Klomp begann ihre sportliche Laufbahn im Doppelzweier zusammen mit Anna Ozolins. Die beiden belegten den fünften Platz bei den Junioren-Weltmeisterschaften 1991 und gewannen 1992 die Silbermedaille. 1994 traten die beiden bei den Weltmeisterschaften in Indianapolis in zwei Bootsklassen an. Mit dem Zweier ohne Steuerfrau gewannen die beiden die Bronzemedaille hinter den Booten aus Frankreich und aus Rumänien. Klomp und Ozolins traten auch im Achter an und belegten den sechsten Platz. Bei den Weltmeisterschaften 1995 trat Klomp nur im Achter an und belegte den achten Platz. 1996 bei den Olympischen Spielen in Atlanta belegte der australische Achter den fünften Platz mit fünfeinhalb Sekunden Rückstand auf die Medaillenränge.
Vier Jahre später versuchte Carmen Klomp-Wearne sich für die Olympiamannschaft bei den Olympischen Spielen in Sydney zu qualifizieren. Bei der Weltcup-Regatta in Wien belegte sie zusammen mit Courtney Johnstone den zwölften Platz im Doppelzweier, während Marina Hatzakis und Bronwyn Roye den vierten Platz belegten. Dies war die letzte internationale Regatta für Carmen Klomp-Wearne.